# X Batalion Saperów
X batalion saperów (X bsap) – pododdział saperów Wojska Polskiego w II Rzeczypospolitej.

## Dzieje X batalionu saperów
X baon saperów powstał w lutym 1920 w Brześciu z połączenia 4 kompanii inżynieryjnej Dywizji gen. Żeligowskiego i części 4 batalionu saperów.
Dowództwo X batalionu saperów kaniowskich powstało w październiku 1920 na rozkaz dowództwa 10 dywizji piechoty wówczas, gdy wszystkie kompanie tego batalionu zebrały się przy dywizji w rejonie Brześcia nad Bugiem.
W skład X batalionu saperów kaniowskich weszła „1 kompania saperów”, sformowana jeszcze na Kubaniu w 1918 i „2 kompania saperów”, która wyszła na front w 1919 z Łódzkiej kadry IV batalionu saperów.
W 1921 baon został włączony w skład 4 pułk saperów.
W 1925 1 kompania XXVI batalionu została wcielona do X batalionu saperów, odzyskując swą dawną nazwę „3 kompanii saperów kaniowskich".
W 1929, w następstwie reorganizacji wojsk saperskich, batalion został rozformowany.

## Działania bojowe
1 kompania tego batalionu dzieli wszystkie losy wojenne 10 Dywizji Piechoty od Kubania poprzez Odessę, tułaczkę w Besarabii i Bukowinie, działania bojowe w Małopolsce Wschodniej latem 1919, krwawe walki w rejonie Kozian i Hermanowicz w 1920, ciężkie walki odwrotowe, bój na przedmościu Warszawy, i wreszcie w rejonie Zamościa i Sokala podczas pościgu za ustępującym już wrogiem.
2 kompania, pomimo że od lutego 1920 stale nosiła zwę „2 kompanii X batalionu saperów“, całą prawie wojnę odbyła z 4 Dywizją Piechoty, biorąc udział w walkach tej dywizji nad rzeką Uborcią w jesieni 1919 i zimie 1919-20, a następnie we wrześniu 1920 — podczas odpierania Rosjan spod Lwowa na Załoźce — Wiśniowice. Najcięższy podczas wojny okres odwrotu z Ukrainy, spod Koziatyna poprzez Starokonstantynów — Zborów — aż pod Lwów, odbywa kompania z 13 Dywizją Piechoty, tak samo wypełniając dwie role: piechoty — walcząc i saperów — pracując.
3 kompania, sformowana w Sandomierzu w lutym 1920, wysłana na front 8 lipca 1920 jako uzupełnienie 1 Armii. Dowódcą kompanii był porucznik Jan Rułtowski. Kompania została przydzielona do 10 Dywizji Piechoty. Szlak bojowy rozpoczęła w okolicach Oszmiany.  Uczestniczyła we wszystkich walkach odwrotowych dywizji. W sierpniu 1920 r saperzy kompanii wykonywali prace fortyfikacyjne na przedmościu warszawskim na odcinku Nadma – Maciołki, a następnie Słupna. Prace fortyfikacyjne na przedmościu warszawskim kontynuuje do 21.09.1920 r., kiedy to z powrotem zostaje oddana do składu 10 Dywizji Piechoty i skierowana do Brześcia nad Bugiem. Dnia 10.06.1921r kompania wraca do garnizonu w Sandomierzu, gdzie zostaje przydzielona jako 1 kompania XXVI batalionu saperów do 4 pułku saperów..

## Dowódcy batalionu
- kpt. Emil Strumiński - 1920[1]
- ppłk tech. Hugon Griebsch[4]
- kpt. Jerzy Ławcewicz - 1922[5]
- mjr Józef Jerzy Sochacki - p.o. 1923[6] - 1924[7]
- mjr Leopold Gabryłowicz - 1928[8])